# Akysis varius
Akysis varius — вид риб з роду Akysis родини Akysidae ряду сомоподібні. Видова назва походить від латинського слова varius, тобто «змінний», що пов'язана зі змінною кількістю опуклостей на грудних шипах.

## Опис
Загальна довжина сягає 4 см. Голова стиснута з боків, трохи сплощена зверху. Очі невеликі, діаметр становить 13-20 % довжини голови. Є 4 пари вусів середньої довжини. Тулуб подовжений. Скелет складається з 31-33 хребців. Хвостове стебло становить 16,1-19,8 % загальної довжини риби. В області спини помітно піднімається вгору. У спинному плавці є 5-6 м'яких променів, в анальному — 8-10. На задньому краї шипа грудних плавців присутні опуклості, кількість яка є неоднаковою у різних особин: до 5. У самців коротші черевні плавники і опуклий статевий сосочок. Жировий плавець помірного розміру. Хвостовий плавець усічений.
Загальний фон жовтуватий, голова темніше. На тулубі є 3 плями неправильної форми світло-коричневого кольору — в області спинного, жирового і хвостового плавців, які з'єднуються широкою смугою. Плями виділені нечітко. На хвостовому плавці присутня широка смуга.

## Спосіб життя
Зустрічається в невеликих річках з помірною течією, піщано-кам'янистим дном. Віддає перевагу ділянкам з гниючою рослинністю на дні. Вдень зариватися в ґрунт. Активна вночі. Живиться зоопланктоном, насамперед коловертками, і дрібними ракоподібними.
Нерест груповий — 1 самиця і декілька самців.

## Розповсюдження
Мешкає в басейні річки Меконг на території центрального і південного Лаосу та центрального й східного Таїланду.